# HD 47270
HD 47270，又名BD+44 1506，SAO 41245、HR 2434，是一颗恒星，视星等为6.41，位于銀經171.46，銀緯16.55，其B1900.0坐标为赤經6h 32m 42.6s，赤緯+44° 16.55′ 7″。